# Badawada
Badawada là một thị xã và là một nagar panchayat của quận Ratlam thuộc bang Madhya Pradesh, Ấn Độ.

## Nhân khẩu
Theo điều tra dân số năm 2001 của Ấn Độ, Badawada có dân số 7654 người. Phái nam chiếm 51% tổng số dân và phái nữ chiếm 49%. Badawada có tỷ lệ 54% biết đọc biết viết, thấp hơn tỷ lệ trung bình toàn quốc là 59,5%: tỷ lệ cho phái nam là 67%, và tỷ lệ cho phái nữ là 42%. Tại Badawada, 18% dân số nhỏ hơn 6 tuổi.